# 塞文德弗爾斯 (北卡羅萊納州)
塞文德弗爾斯（英語：Seven Devils）是一個位於美國北卡羅萊納州埃弗里縣及沃托加縣的城鎮。

## 人口
根據2020年美國人口普查的數據，塞文德弗爾斯的面積為5.78平方千米，當中陸地面積為5.74平方千米，而水域面積為0.04平方千米。當地共有人口313人，而人口密度為每平方千米54人。